# Каменица (Караш-Северин)
Каменица (рум. Camenița) је насеље у општини Сикевица, округ Караш-Северен у Румунији. Налази се на надморској висини од 167 м.

## Историја
По "Румунској енциклопедији" Каменица има српско име (добила по потоку), а представља један од 17 засеока око Сучевице. Место је постало самостално 1956. године.

## Становништво
Према подацима из 2002. године у насељу је живело 14 становника, од којих су сви румунске националности.